# Independent News & Media
ОАО «Ирландские Новости и Медиа» (ИНМ) (англ. Independent News & Media plc (INM)) — медиакомпания, базирующаяся в Дублине, с интересами в 22-х странах на 4-х континентах.

## История
Основана в 1904 году Уильямом Мартином Мерфи, издателем Irish Independent, до 1999 года называлась Independent Newspapers Limited. В 1973 выкуплена бывшим регбистом Тони О’Рейли.

## Компания сегодня
ИНМ владеет более чем 200 газетами, 130 радиостанциями, 100 коммерческими сайтами, большим количеством щитов наружной рекламы.

## Известная продукция

### Печатная
Ирландия:
- Irish Independent
- Evening Herald
- Sunday Independent
- Sunday World
- Irish Daily Star

Великобритания:
- The Independent
- Independent on Sunday
- Belfast Telegraph group:
  - Belfast Telegraph
  - Ireland’s Saturday Night
  - Sunday Life
  - Ads for Free

ЮАР:
- Sunday Independent
- The Star
- Pretoria News
- Daily Voice
- Cape Times
- Cape Argus
- Weekend Argus
- The Mercury
- Post
- Isolezwe
- Daily Tribune
- Sunday Tribune
- Independent on Saturday

Австралия и Новая Зеландия:
- APN News & Media:
  - New Zealand Herald
  - The Sunshine Coast Daily

Индия:
- Dainik Jagran (20 %)